# Tom & Jerry al bowling
Tom e Jerry al bowling (The Bowling Alley-Cat) è un film del 1942 diretto da William Hanna e Joseph Barbera. È il settimo cortometraggio animato della serie Tom & Jerry, prodotto dalla Metro-Goldwyn-Mayer e uscito negli Stati Uniti il 18 luglio 1942. Il corto è il primo cartone della serie ad avere uno sport come tema.

## Trama
Mentre Jerry pattina in una sala da bowling, viene interrotto da Tom che inizia a inseguirlo. Jerry, approfittando dell'incapacità di Tom di stare in piedi sulla scivolosa corsia, si nasconde fra i birilli in fondo alla sala. Tom allora si mette a lanciare le palle da bowling per abbattere i birilli e stanare Jerry. Mentre lancia l'ultima palla, però, Tom non riesce a estrarre le dita dai fori e finisce in fondo alla sala con la sfera. In seguito, Jerry decide di nascondersi all'interno di alcune palle, e Tom ha delle dolorose difficoltà a stanarlo. Nel frattempo Jerry incastra la coda di Tom in una delle sfere, e poi scappa via. Tom lo insegue tirandosi dietro la palla da bowling. Durante l'inseguimento la palla si blocca sotto una panchina. Tom tira e libera la palla, che però si scontra con lui e lo manda lungo la corsia, contro i birilli, attraverso il muro e infine dentro un bidone della spazzatura all'esterno. Jerry può quindi segnare un ultimo strike sulla sua scheda, totalizzando una partita perfetta.